# Juan Toscano
Juan Ronel Toscano-Anderson (Oakland, 10 aprile 1993) è un cestista statunitense naturalizzato messicano, di ruolo ala piccola o ala grande.

## Carriera
Avendo fatto parte della rosa dei Golden State Warriors nella stagione 2021-2022, è diventato il primo giocatore messicano di sempre ad aver vinto il titolo NBA (escludendo Mark Aguirre, messicano di origine ma di fatto statunitense).

## Statistiche
| † | Denota le stagioni in cui ha vinto il titolo |

### NCAA
| Anno      | Squadra             | PG  | PT | MP   | TC%  | 3P%  | TL%  | RP  | AP  | PRP | SP  | PP  |
| --------- | ------------------- | --- | -- | ---- | ---- | ---- | ---- | --- | --- | --- | --- | --- |
| 2011-2012 | Marquette G. Eagles | 24  | 0  | 4,5  | 38,5 | -    | 66,7 | 0,8 | 0,2 | 0,2 | 0,0 | 0,7 |
| 2012-2013 | Marquette G. Eagles | 35  | 31 | 13,0 | 33,0 | 28,6 | 56,7 | 2,9 | 0,9 | 0,6 | 0,3 | 2,7 |
| 2013-2014 | Marquette G. Eagles | 31  | 19 | 13,5 | 37,8 | 19,2 | 73,1 | 3,3 | 1,0 | 1,0 | 0,2 | 3,2 |
| 2014-2015 | Marquette G. Eagles | 31  | 27 | 28,5 | 49,0 | 34,8 | 55,3 | 5,7 | 1,7 | 1,1 | 0,4 | 8,3 |
| Carriera  | Carriera            | 121 | 77 | 15,4 | 42,1 | 28,9 | 59,3 | 3,3 | 1,0 | 0,8 | 0,3 | 3,8 |

#### Massimi in carriera
- Massimo di punti: 23 vs Nebraska-Omaha (22 novembre 2014)[1]
- Massimo di rimbalzi: 13 vs North Dakota (22 dicembre 2014)
- Massimo di assist: 7 vs Arizona State (16 dicembre 2014)
- Massimo di palle rubate: 6 vs Ball State (17 dicembre 2013)
- Massimo di stoppate: 3 vs North Dakota (22 dicembre 2014)
- Massimo di minuti giocati: 39 vs Georgetown (24 gennaio 2015)

### NBA

#### Regular Season
| Anno       | Squadra          | PG  | PT | MP   | TC%  | 3P%  | TL%  | RP  | AP  | PRP | SP  | PP  |
| ---------- | ---------------- | --- | -- | ---- | ---- | ---- | ---- | --- | --- | --- | --- | --- |
| 2019-2020  | G.S. Warriors    | 13  | 6  | 20,9 | 46,0 | 34,8 | 60,0 | 4,0 | 2,0 | 1,0 | 0,4 | 5,3 |
| 2020-2021  | G.S. Warriors    | 53  | 16 | 20,9 | 57,9 | 40,2 | 71,0 | 4,4 | 2,8 | 0,8 | 0,5 | 5,7 |
| 2021-2022† | G.S. Warriors    | 73  | 6  | 13,6 | 48,9 | 32,2 | 57,1 | 2,4 | 1,7 | 0,7 | 0,2 | 4,1 |
| 2022-2023  | L.A. Lakers      | 30  | 7  | 12,2 | 50,0 | 20,0 | 73,3 | 2,0 | 0,8 | 0,3 | 0,2 | 2,7 |
| 2022-2023  | Utah Jazz        | 22  | 2  | 15,2 | 40,3 | 17,4 | 88,9 | 2,9 | 1,8 | 0,3 | 0,1 | 3,4 |
| 2023-2024  | Sacramento Kings | 11  | 0  | 4,8  | 25,0 | 25,0 | -    | 1,3 | 0,4 | 0,1 | 0,1 | 0,6 |
| Carriera   | Carriera         | 202 | 37 | 15,5 | 50,2 | 32,9 | 64,6 | 3,0 | 1,8 | 0,6 | 0,3 | 4,1 |

#### Playoffs
| Anno     | Squadra       | PG | PT | MP  | TC%  | 3P%  | TL%  | RP  | AP  | PRP | SP  | PP  |
| -------- | ------------- | -- | -- | --- | ---- | ---- | ---- | --- | --- | --- | --- | --- |
| 2022†    | G.S. Warriors | 14 | 0  | 3,5 | 40,0 | 40,0 | 33,3 | 0,7 | 0,6 | 0,1 | 0,1 | 0,8 |
| Carriera | Carriera      | 14 | 0  | 3,5 | 40,0 | 40,0 | 33,3 | 0,7 | 0,6 | 0,1 | 0,1 | 0,8 |

#### Massimi in carriera
- Massimo di punti: 20 vs Cleveland Cavaliers (15 aprile 2021)[2]
- Massimo di rimbalzi: 11 vs San Antonio Spurs (8 febbraio 2021)
- Massimo di assist: 9 (2 volte)
- Massimo di palle rubate: 4 (2 volte)
- Massimo di stoppate: 5 vs Houston Rockets (1º maggio 2021)
- Massimo di minuti giocati: 40 vs Dallas Mavericks (4 febbraio 2021)

### NBA G-League
| Anno      | Squadra       | PG | PT | MP   | TC%  | 3P%  | TL%  | RP  | AP  | PRP | SP  | PP   |
| --------- | ------------- | -- | -- | ---- | ---- | ---- | ---- | --- | --- | --- | --- | ---- |
| 2018-2019 | S.C. Warriors | 44 | 16 | 23,8 | 43,8 | 34,1 | 59,0 | 6,8 | 2,1 | 1,3 | 0,8 | 7,0  |
| 2019-2020 | S.C. Warriors | 31 | 12 | 29,0 | 49,4 | 27,7 | 69,8 | 9,1 | 2,6 | 1,4 | 0,5 | 12,5 |
| Carriera  | Carriera      | 75 | 28 | 26,0 | 46,8 | 29,7 | 62,7 | 7,7 | 2,3 | 1,3 | 0,6 | 9,2  |

## Palmarès

### Squadra
- Campionato NBA: 1

Golden State Warriors: 2022